# Inje
Inje (Hán Việt: Lân Đề) là một quận ở đạo (tỉnh) Gangwon, Hàn Quốc. Quận này có diện tích 1646,33 km², dân số năm 2001 là 34.120 người.

## Khí hậu
| Dữ liệu khí hậu của Inje                 | Dữ liệu khí hậu của Inje | Dữ liệu khí hậu của Inje | Dữ liệu khí hậu của Inje | Dữ liệu khí hậu của Inje | Dữ liệu khí hậu của Inje | Dữ liệu khí hậu của Inje | Dữ liệu khí hậu của Inje | Dữ liệu khí hậu của Inje | Dữ liệu khí hậu của Inje | Dữ liệu khí hậu của Inje | Dữ liệu khí hậu của Inje | Dữ liệu khí hậu của Inje | Dữ liệu khí hậu của Inje |
| Tháng                                    | 1                        | 2                        | 3                        | 4                        | 5                        | 6                        | 7                        | 8                        | 9                        | 10                       | 11                       | 12                       | Năm                      |
| ---------------------------------------- | ------------------------ | ------------------------ | ------------------------ | ------------------------ | ------------------------ | ------------------------ | ------------------------ | ------------------------ | ------------------------ | ------------------------ | ------------------------ | ------------------------ | ------------------------ |
| Cao kỉ lục °C (°F)                       | 11.7 (53.1)              | 18.6 (65.5)              | 22.6 (72.7)              | 31.2 (88.2)              | 33.0 (91.4)              | 35.4 (95.7)              | 36.3 (97.3)              | 37.3 (99.1)              | 33.2 (91.8)              | 28.6 (83.5)              | 24.2 (75.6)              | 16.3 (61.3)              | 37.3 (99.1)              |
| Trung bình ngày tối đa °C (°F)           | 1.0 (33.8)               | 4.2 (39.6)               | 10.0 (50.0)              | 18.0 (64.4)              | 22.9 (73.2)              | 26.6 (79.9)              | 28.1 (82.6)              | 28.7 (83.7)              | 24.5 (76.1)              | 18.9 (66.0)              | 10.7 (51.3)              | 3.7 (38.7)               | 16.5 (61.7)              |
| Trung bình ngày °C (°F)                  | −5.2 (22.6)              | −2.2 (28.0)              | 3.5 (38.3)               | 10.6 (51.1)              | 15.7 (60.3)              | 20.0 (68.0)              | 23.1 (73.6)              | 23.3 (73.9)              | 18.1 (64.6)              | 11.6 (52.9)              | 4.5 (40.1)               | −2.0 (28.4)              | 10.1 (50.2)              |
| Tối thiểu trung bình ngày °C (°F)        | −11.0 (12.2)             | −8.1 (17.4)              | −2.3 (27.9)              | 3.5 (38.3)               | 9.2 (48.6)               | 14.6 (58.3)              | 19.3 (66.7)              | 19.4 (66.9)              | 13.5 (56.3)              | 6.0 (42.8)               | −0.9 (30.4)              | −7.2 (19.0)              | 4.7 (40.5)               |
| Thấp kỉ lục °C (°F)                      | −25.9 (−14.6)            | −24.5 (−12.1)            | −14.9 (5.2)              | −7.0 (19.4)              | 0.1 (32.2)               | 3.4 (38.1)               | 9.8 (49.6)               | 9.0 (48.2)               | 0.7 (33.3)               | −6.5 (20.3)              | −14.0 (6.8)              | −22.8 (−9.0)             | −25.9 (−14.6)            |
| Lượng Giáng thủy trung bình mm (inches)  | 17.5 (0.69)              | 20.7 (0.81)              | 38.0 (1.50)              | 61.1 (2.41)              | 97.7 (3.85)              | 118.2 (4.65)             | 307.2 (12.09)            | 294.0 (11.57)            | 156.4 (6.16)             | 40.7 (1.60)              | 39.5 (1.56)              | 19.7 (0.78)              | 1.210,5 (47.66)          |
| Số ngày giáng thủy trung bình (≥ 0.1 mm) | 6.7                      | 6.2                      | 7.9                      | 7.3                      | 9.1                      | 9.9                      | 14.9                     | 13.3                     | 8.3                      | 5.6                      | 7.0                      | 6.2                      | 102.4                    |
| Số ngày tuyết rơi trung bình             | 9.4                      | 7.4                      | 4.9                      | 0.7                      | 0.0                      | 0.0                      | 0.0                      | 0.0                      | 0.0                      | 0.1                      | 2.1                      | 6.5                      | 30.8                     |
| Độ ẩm tương đối trung bình (%)           | 67.4                     | 64.0                     | 62.0                     | 57.5                     | 65.7                     | 71.7                     | 79.0                     | 79.2                     | 77.2                     | 72.9                     | 69.6                     | 68.7                     | 69.6                     |
| Số giờ nắng trung bình tháng             | 160.5                    | 159.9                    | 192.0                    | 211.8                    | 224.1                    | 205.2                    | 159.0                    | 174.3                    | 175.7                    | 175.7                    | 139.5                    | 146.2                    | 2.128,1                  |
| Phần trăm nắng có thể                    | 52.5                     | 52.6                     | 51.8                     | 53.6                     | 50.8                     | 46.3                     | 35.3                     | 41.3                     | 47.1                     | 50.5                     | 45.8                     | 49.3                     | 47.8                     |
| Nguồn:                                   |                          |                          |                          |                          |                          |                          |                          |                          |                          |                          |                          |                          |                          |